# Уэйт, Фред
Фредерик Текумсе Уэйт (англ. Frederick Tecumseh Waite), также известный под прозвищем «Рывок» (Dash) (23 сентября 1853, форт Арбакл, округ Гарвин, Индейская территория, США — 24 сентября 1895, Оклахома, США) — американский ковбой и ганфайтер индейского происхождения. Фред Уэйт был одним из бойцов «Регуляторов», окружного отряда, сформированного во время Войны в округе Линкольн. В ходе этого конфликта принимал участие в нападении на шерифа Уильяма Брейди, в перестрелке в Блейзерс-Милл, а также в Битве за Линкольн. После окончания войны некоторое время являлся одним из членов банды Билли Кида. Также известен тем, что в середине 1880-х годов был избран сенатором народа чикасо, а впоследствии назначен Генеральным прокурором и Национальным секретарём народа чикасо.

## Ранние годы
Фред Уэйт родился в форте Арбакл в 1853 году и происходил из племени чикасо, одного из Пяти цивилизованных племён, которые были насильственно переселены в специально созданные для них резервации на территории современного штата Оклахома. Его второе имя, Текумсе, было дано ему в честь одного из великих индейских вождей. Фред был сыном Кэтрин Уэйт (урождённой Макклюр) и Томаса Флетчера Уэйта. Его отец был фермером и владельцем универсального магазина на почтовой станции, расположенной на Индейской территории, к юго-востоку от Паулс Валли. Его мать была смешанной расы, а его бабушкой и дедушкой по материнской линии были Эла «Эллен» Тича (индианка-чикасо) и преподобный А. Дж. Макклюр, английский миссионер, служивший на Индейской территории. Во время Гражданской войны семья Уэйтов поддерживала Союз. Когда солдаты Конфедерации вторглись на территорию чикасо, Уэйты бежали в резервации Сак и Фокс в Канзасе. После войны они вернулись обратно.
Отец отправил Фреда в школу при Иллинойсском индустриальном университете (Шампейн, Иллинойс) для обучения европейско-американскому образу жизни. Впоследствии Фред переехал в Сент-Луис, штат Миссури, где в 1874 году окончил Коммерческий колледж Маунд-Сити. После смерти отца Фред Уэйт вернулся в форт Арбакл, где управлял семейным магазином и бригадой из тридцати ковбоев на ранчо, которое насчитывало около тысячи голов крупного рогатого скота.

## Война в округе Линкольн

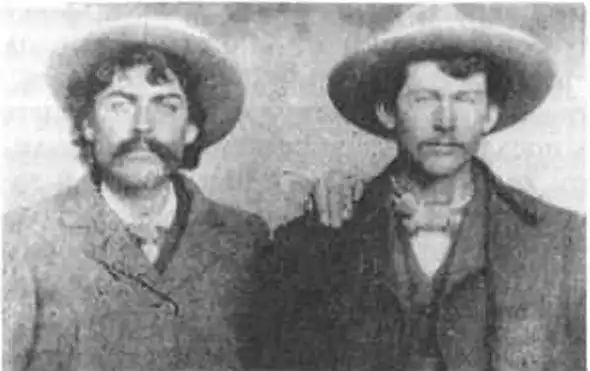
«Регуляторы» Фрэд Уэйт (слева) и Генри Ньютон Браун, ок. 1878

В 1875 году Фред покинул Индейскую территорию, первоначально направившись в Колорадо. Примерно в 1877 году он переехал в округ Линкольн, Нью-Мексико, где устроился работать ковбоем на ранчо крупного скотовода Джона Чизума; позже перешёл на работу к англичанину Джону Танстеллу. Танстелл, используя Закон о пустынных землях (Desert Land Act), планировал заявить права на как можно большее количество участков с источниками пресной воды, тем самым получив контроль над всеми пастбищами в округе, а также построить скотоводческое ранчо, открыть универсальный магазин и банк. К тому времени округ политически и экономически контролировался Лоренсом Мёрфи и Джеймсом Доланом, ирландскими предпринимателями, владевшими там единственным на тот момент магазином и занимавшимися скупкой краденого скота. Джон Танстелл, опасаясь нападения конкурентов, нанял для охраны своего скота людей, в число которых вошёл и Фред Уэйт. Одним из ковбоев, работавших на Танстелла, также был Уильям Генри Маккарти, более известный как Билли Кид. Компания Мёрфи и Долана наняла в качестве боевиков банду Джесси Эванса и отряд фермеров, известный как «Воины семи рек». Кроме того, Джеймс Долан смог подкупить представителей закона, в частности, шерифа Уильяма Брейди. Фракции были разделены по этническому и религиозному признаку: люди Мёрфи были в основном католиками-ирландцами, а Танстелл и его союзники — английскими протестантами. Соперничество между компанией «Мёрфи и Долан» и Джоном Танстеллом вскоре привело к серии вооружённых конфликтов, которые вошли в историю как Война в округе Линкольн.
18 февраля 1878 года Танстелл был случайно застигнут без охраны бандитами, подосланными шерифом Брейди, и убит членами банды Эванса Биллом Мортоном и Томом Хиллом. Долан и Брейди предполагали, что устранение конкурента сразу снимет проблему, но этот инцидент развязал войну между фракциями. Люди Танстелла обратились к мировому судье Уилсону, который выписал ордера на арест виновных. Констебль Атанасио Мартинес вместе с Билли Кидом и Фредом Уэйтом отправились к Долану, но находившийся там Брейди отказался выдать своих людей, более того, он арестовал Мартинеса, Кида и Уэйта. Мартинеса шериф отпустил через пару часов, а Уэйта и Кида — спустя двое суток, в течение которых Брейди и его помощники жестоко обращались с задержанными. После этого ковбои Танстелла, уже не надеясь на помощь закона, объединились в отряд «Регуляторы» (Regulators), чтобы отомстить убийцам Танстелла. Основными бойцами отряда были Дик Брюэр, Билли Кид, Док Скарлок, Чарли Боудри, Хосе Чавес-и-Чавес, «Грязный Стив» Стивенс, Джон Миддлтон, Фрэнк Макнаб, Генри Ньютон Браун, Том О’Фолльярд и двоюродные братья Джордж и Фрэнк Коу. Юридически все они являлись помощниками мирового судьи Уилсона. Брюэр возглавил отряд, поскольку был самым опытным.
В составе «Регуляторов» Фред Уэйт принимал участие в нападении на шерифа Брейди 1 апреля 1877 года в Линкольне, в результате которого Брейди был убит на месте, получив около дюжины огнестрельных ранений, а заместитель шерифа Джордж У. Хиндман — смертельно ранен. Помимо этого, в завязавшейся перестрелке был ранен случайной пулей судья Уилсон, мирно работавший возле своего дома. 18 апреля на прошедшем в Линкольне судебном разбирательстве в убийстве Брейди были обвинены Генри Ньютон Браун, Джон Миддлтон и Билли Кид; Фред Уэйт был обвинён в убийстве Хиндмана.
Уэйт участвовал в перестрелке в Блейзерс-Милл 4 апреля 1877 года, в которой «Регуляторы» атаковали и смертельно ранили члена банды Эванса Эндрю «Картечь» Робертса, в стычке у Сан-Патрисио 27 июня 1877 года, когда «Регуляторы» напали (безуспешно) на небольшой отряд помощника шерифа Джона Лонга, а также в Битве за Линкольн.
За время нахождения в отряде «Регуляторов» на Уэйта были выданы один окружной и два федеральных ордера на арест, и он был официально объявлен вне закона.

## В банде Кида
После поражения в Битве за Линкольн выжившие «Регуляторы» сформировали отряд, который стал известен как банда Билли Кида. Кроме Фреда и самого Кида костяк банды составили Док Скарлок, Хосе Чавес-и-Чавес, Генри Браун, Джим Френч, Том О’Фолльярд и Чарли Боудри. В основном бандиты занимались скотокрадством.
5 августа 1878 года при попытке угнать лошадей из резервации мескалеро банда совершила убийство индейского агента Джо Мориса Бернштейна, после чего едва спаслась от преследователей. Его смерть традиционно приписали Билли Киду, хотя Кид позднее утверждал, что смертельный выстрел был произведён кем-то другим.

## Возвращение на Индейскую территорию и государственная служба

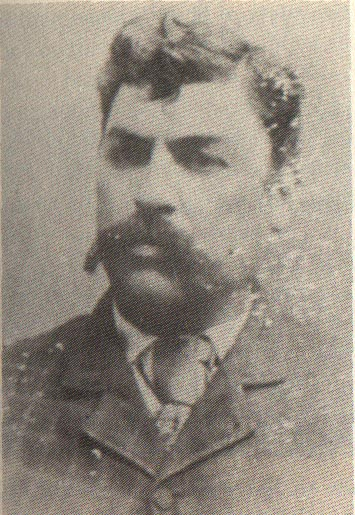
Фрэд Уэйт, ок. 1890

В 1880 году в возрасте 27 лет Фред Уэйт покинул банду и вернулся на Индейскую территорию. Он поселился в долине Вашита, где купил ранчо и 1 декабря 1881 года создал семью, женившись на Мэри Элси Томпсон.

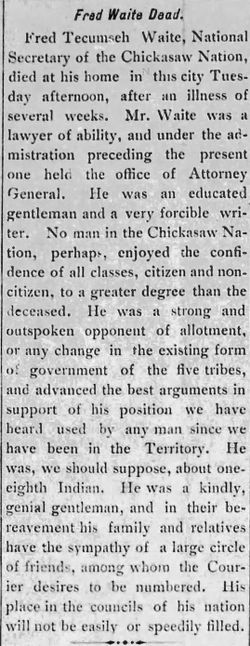
Статья о смерти Фреда Уэйта в газете The Alliance Courier (Ардмор, Оклахома, США) от 27 сентября 1895 года

С этого времени он стал законопослушным гражданином. На Индейской территории Фред некоторое время занимался скотоводством, попробовал себя в качестве редактора местной газеты, а затем стал служить правоохранителем в рядах Индейской полиции США. Он также начал участвовать в политической жизни чокто и чикасо. Фред Уэйт стал делегатом межплеменной конференции, был избран в Палату представителей чикасо, а позднее — в Сенат чикасо. Работая представителем, он был избран на три сессии спикером Палаты. Позднее он был назначен Советом и вождём племени Генеральным прокурором народа чикасо, а через некоторое время занял должность Национального секретаря народа чикасо. Существует информация о том, что, находясь в должности Национального секретаря, Уэйт собирался баллотироваться на должность Губернатора народа чикасо. Был решительным и откровенным противником дележа земель Индейской Территории или любого изменения существующей формы правления Пяти племён.

## Смерть
Фред Уэйт умер 24 сентября 1895 года после нескольких недель болезни от осложнений, вызванных ревматизмом, в возрасте 42 лет. Похоронен на кладбище Паулс Валли, округ Гарвин, Оклахома, США.